# 영동 화수정
화수정은 대한민국 충청북도 영동군 영동읍에 있다. 1996년 4월 15일 영동군의 향토유적 제36호로 지정되었다.

## 개요
당초 영동천 변 구릉에 위치하였으나 도로개설로 인해 2003년 현재의 위치로 이건한 정자이다.